# فهرست زبان‌های رسمی
این فهرستی از زبان‌های رسمی، یا اداری، به رسمیت شناخته شده در کشورهای مستقل، مناطق و مؤسسات فراملی است.

## زبان‌های رسمی کشورهای مستقل

### A
زبان عفار:
- جیبوتی (همراه با زبان عربی، زبان فرانسوی، زبان سومالیایی)

آفریکانس:
- نامیبیا (همراه با زبان انگلیسی و زبان آلمانی)
- آفریقای جنوبی (همراه با زبان انگلیسی، اندبله، زبان سوتوی شمالی، زبان سوتو، زبان سوازی، زبان شنگانی، زبان تسوانا، زبان وندا، زبان خوسایی، زبان زولو)[۱]

Aja-Gbe:
- بنین (یک زبان ملی همراه با Anii, Bariba, Biali, Boko, Dendi, Fon-Gbe, Foodo, زبان فولانی، Gen-Gbe, Lukpa, Mbelime, Nateni, Tammari, Waama, Waci-Gbe, Yobe, Yom, Xwela-Gbe, زبان یوروبایی، زبان رسمی زبان فرانسوی)

زبان اکانی (Akuapem Twi, Asante Twi, Fante):
- غنا (یک زبان تحت حمایت دولت همراه با زبان اوه‌ای، Dagaare, زبان داگبانی، زبان دانگمه، زبان گا، Gonja, Kasem, Nzema, زبان رسمی زبان انگلیسی)

زبان آلبانیایی:
- آلبانی[۲]
- کوزوو (همراه با زبان صربی)[۳]
- مونته‌نگرو (در Ulcinj)
- مقدونیه شمالی (همراه با زبان مقدونی)[۴]

زبان امهری:
- اتیوپی[۵]

آنی:
- بنین (یک زبان ملی همراه با Aja-Gbe, Bariba, Biali, Boko, Dendi, Fon-Gbe, Foodo, زبان فولانی، Gen-Gbe, Lukpa, Mbelime, Nateni, Tammari, Waama, Waci-Gbe, Yobe, Yom, Xwela-Gbe, زبان یوروبایی، زبان رسمی زبان فرانسوی)

زبان عربی (همچنین فهرست سرزمین‌هایی که زبان رسمی‌شان عربی است را ببینید):
- الجزایر (همراه با بربری)
- بحرین
- چاد (همراه با زبان فرانسوی)
- اتحاد قمر (همراه با زبان فرانسوی و زبان قمری)
- جیبوتی (همراه با زبان فرانسوی)
- مصر
- اریتره (همراه با زبان تیگرینیا و زبان انگلیسی)
- عراق (همراه با زبان‌های کردی)[۶]
- اسرائیل (همراه با زبان عبری)
- اردن
- کویت
- لبنان
- لیبی
- مالی (همراه با زبان طوارقی و زبان فرانسوی)
- موریتانی (با زبان‌های ملی پرشمار: زبان فولانی، Soninke, زبان ولوف)
- مراکش (همراه با بربری)[۷]
- نیجر (همراه با زبان فرانسوی، Buduma, زبان فولانی، Gourmanché, زبان هوسه، زبان کنوری، Songhay-Zarma, Tamasheq, Tasawaq, Tebu)[۸]
- عمان
- دولت فلسطین
- قطر
- عربستان سعودی
- سومالی‌لند (همراه با زبان انگلیسی و زبان سومالیایی، استقلالش مورد مناقشه است)
- سومالی (همراه با زبان سومالیایی)
- سودان (همراه با زبان انگلیسی)
- سوریه
- تونس
- امارات متحده عربی
- یمن

زبان ارمنی:
- ارمنستان[۹]
- جمهوری آرتساخ[۱۰] (استقلالش مورد مناقشه است)

زبان آسامی:
- هند (با ۲۱ زبان محلی دیگر و زبان انگلیسی به عنوان زبان پیوندی)

زبان آیمارا:
- بولیوی (همراه با زبان اسپانیایی، زبان کچوا، زبان گوارانی و ۳۳ زبان دیگر)[۱۱]
- پرو (همراه با زبان اسپانیایی و زبان کچوا و سایر زبان‌ها)[۱۲]

زبان ترکی آذربایجانی:
- جمهوری آذربایجان[۱۳]

### B
Balanta:
- سنگال (یک زبان ملی همراه با Bassari, Bedik, زبان فولانی، عربی حسانی، Jola, زبان مندیکا، Mandjak, Mankanya, Noon, Safen, زبان سرر، Soninke, زبان ولوف، زبان رسمی زبان فرانسوی)

زبان بامبارایی:
- مالی (یک زبان ملی همراه با Bomu, Bozo, Dogon, زبان فولانی، Mamara, Songhay, Soninke, Syenara, Tamasheq, زبان رسمی زبان فرانسوی)

Bariba:
- بنین (یک زبان ملی همراه با Aja-Gbe, Anii, Biali, Boko, Dendi, Fon-Gbe, Foodo, زبان فولانی، Gen-Gbe, Lukpa, Mbelime, Nateni, Tammari, Waama, Waci-Gbe, Yobe, Yom, Xwela-Gbe, زبان یوروبایی، زبان رسمی زبان فرانسوی)

زبان باسکی:
- اسپانیا (همراه با زبان اسپانیایی)

Bassari:
- سنگال (یک زبان ملی همراه با Balanta, Bedik, زبان فولانی، عربی حسانی، Jola, زبان مندیکا، Mandjak, Mankanya, Noon, Safen, زبان سرر، Soninke, زبان ولوف، زبان رسمی زبان فرانسوی)

Bedik:
- سنگال (یک زبان ملی همراه با Balanta, Bassari, زبان فولانی، عربی حسانی، Jola, زبان مندیکا، Mandjak, Mankanya, Noon, Safen, زبان سرر، Soninke, زبان ولوف، زبان رسمی زبان فرانسوی)

زبان بلاروسی:
- بلاروس (همراه با زبان روسی)[۱۴]

زبان بنگالی:
- بنگلادش[۱۵]
- هند (با ۲۱ زبان محلی دیگر و زبان انگلیسی به عنوان زبان پیوندی)
- سیرالئون[۱۶][۱۷]

زبان‌های بربری:
- الجزایر (همراه با عربی)[۱۸]
- مراکش (همراه با عربی)[۷]

Biali:
- بنین (یک زبان ملی همراه با Aja-Gbe, Anii, Bariba, Boko, Dendi, Fon-Gbe, Foodo, زبان فولانی، Gen-Gbe, Lukpa, Mbelime, Nateni, Tammari, Waama, Waci-Gbe, Yobe, Yom, Xwela-Gbe, زبان یوروبایی، زبان رسمی زبان فرانسوی)

زبان بیسلاما:
- وانواتو (همراه با زبان انگلیسی و زبان فرانسوی)[۱۹]

Boko:
- بنین (یک زبان ملی همراه با Aja-Gbe, Anii, Bariba, Biali, Dendi, Fon-Gbe, Foodo, زبان فولانی، Gen-Gbe, Lukpa, Mbelime, Nateni, Tammari, Waama, Waci-Gbe, Yobe, Yom, Xwela-Gbe, زبان یوروبایی، زبان رسمی زبان فرانسوی)

Bomu:
- مالی (یک زبان ملی همراه با زبان بامبارایی، Bozo, Dogon, زبان فولانی، Mamara, Songhay, Soninke, Syenara, Tamasheq, زبان رسمی زبان فرانسوی)

زبان بوسنیایی:
- بوسنی و هرزگوین (همراه با زبان کرواتی، زبان صربی) (de facto)[۲۰]

Bozo:
- مالی (یک زبان ملی همراه با زبان بامبارایی، Bomu, Dogon, زبان فولانی، Mamara, Songhay, Soninke, Syenara, Tamasheq, زبان رسمی زبان فرانسوی)

Buduma:
- نیجر (همراه با زبان فرانسوی، زبان عربی، زبان فولانی، Gourmanché, زبان هوسه، زبان کنوری، Songhay-Zarma, Tamasheq, Tasawaq, Tebu)[۸]

زبان بلغاری:
- بلغارستان[۲۱]

زبان برمه‌ای:
- میانمار[۲۲]

### C
کانتونی:
- هنگ کنگ (استفاده از نویسه‌های چینی سنتی)؛ همراه با چینی ماندارین و زبان انگلیسی
- ماکائو (استفاده از نویسه‌های چینی سنتی)؛ همراه با چینی ماندارین و زبان پرتغالی

زبان کاتالان:
- آندورا،[۲۳]
- یکی از زبان‌های رسمی در مناطق خودمختار زیر در اسپانیا:
  - جزایر بالئاری
  - کاتالونیا
  - بخش خودمختار والنسیا

چینی معیار:
- سرزمین اصلی چین (استفاده از نویسه‌های چینی ساده‌شده)
- ماکائو (استفاده از نویسه‌های چینی ساده‌شده و نویسه‌های چینی سنتی)
- هنگ کنگ (استفاده از نویسه‌های چینی ساده‌شده و نویسه‌های چینی سنتی; همراه با کانتونی و زبان انگلیسی)
- سنگاپور (استفاده از نویسه‌های چینی ساده‌شده؛ همراه با زبان انگلیسی، زبان مالایی و زبان تامیلی)[۲۴]
- تایوان (استفاده از نویسه‌های چینی سنتی؛ سایر زبان‌های رسمی تایوان زبان‌های فرمزی،[۲۵] هاکین تایوانی،[۲۶] هاکا[۲۷] و Taiwan Sign Language هستند.[۲۶])

زبان چوایی:
- مالاوی (همراه با زبان انگلیسی)
- زیمبابوه (همراه با زبان انگلیسی، زبان شونا، Ndebele, Chirbawe, Kalanga, زبان‌های خویسان، Nambya, Ndau, Zimbabwean sign language, Tonga, زبان تسوانا، زبان وندا، زبان خوسایی)[۲۸]

Chirbawe (سنا):
- see Sena

زبان قمری
- اتحاد قمر (همراه با زبان عربی و زبان فرانسوی)

زبان کرواتی:
- کرواسی[۲۹]
- بوسنی و هرزگوین (همراه با زبان بوسنیایی و زبان صربی) (de facto)[۲۰]

زبان چکی:
- جمهوری چک
- اسلواکی (قانون می‌گوید که اگر فردی به زبان چکی در یک مؤسسه در اسلواکی سخن بگوید؛ باید با او به گونه‌ای رفتار شود که گویی به اسلواکیایی سخن می‌گوید)

### D
Dagaare:
- غنا (یک زبان تحت حمایت دولت همراه با زبان اکانی (Akuapem Twi, Ashante Twi, Fante), زبان اوه‌ای، زبان داگبانی، زبان دانگمه، زبان گا، Gonja, Kasem, Nzema, زبان رسمی زبان انگلیسی)

زبان داگبانی:
- غنا (یک زبان تحت حمایت دولت همراه با زبان اکانی (Akuapem Twi, Ashante Twi, Fante), زبان اوه‌ای، Dagaare, زبان دانگمه، زبان گا، Gonja, Kasem, Nzema, زبان رسمی زبان انگلیسی)

زبان دانگمه
- غنا (یک زبان تحت حمایت دولت همراه با زبان اکانی (Akuapem Twi, Ashante Twi, Fante), زبان اوه‌ای، Dagaare, زبان داگبانی، زبان گا، Gonja, Kasem, Nzema, زبان رسمی زبان انگلیسی)

زبان دانمارکی:
- دانمارک
- جزایر فارو (همراه با زبان فاروئی)

دری:
- افغانستان (گونه‌ای از زبان فارسی، همراه با زبان پشتو)[۳۰]

Dendi:
- بنین (یک زبان ملی همراه با Aja-Gbe, Anii, Bariba, Biali, Boko, Fon-Gbe, Foodo, زبان فولانی، Gen-Gbe, Lukpa, Mbelime, Nateni, Tammari, Waama, Waci-Gbe, Yobe, Yom, Xwela-Gbe, زبان یوروبایی، زبان رسمی زبان فرانسوی)

زبان دیوهی:
- مالدیو[۳۱]

Dioula:
- بورکینافاسو (یک زبان ملی همراه با زبان فولانی، Mossi و سایر زبان‌ها، زبان رسمی زبان فرانسوی)

Dogon:
- مالی (یک زبان ملی همراه با زبان بامبارایی، Bomu, Bozo, زبان فولانی، Mamara, Songhay, Soninke, Syenara, Tamasheq, زبان رسمی زبان فرانسوی)

زبان هلندی:
- بلژیک (official language همراه با زبان فرانسوی و زبان آلمانی)

تنها زبان رسمی در:
- فلاندر

یکی از زبان‌های رسمی در:
- بروکسل (همراه با زبان فرانسوی)

- هلند (تنها زبان رسمی در همه استان‌ها به جز فریسلاند که زبان فریسی غربی زبان رسمی است و جزایر کارائیب هلند که پاپیامنتو و انگلیسی رسمی هستند)
  - آروبا (همراه با پاپیامنتو)
  - کوراسائو (همراه با پاپیامنتو و زبان انگلیسی)
  - سینت مارتن (همراه با زبان انگلیسی)
- سورینام

زبان دزونگخا:
- بوتان[۳۲]

### E
زبان انگلیسی (همچنین فهرست سرزمین‌هایی که انگلیسی در آنجا زبان رسمی است را ببینید):
- آنتیگوآ و باربودا
- استرالیا
- باهاما
- باربادوس
- بلیز
- بوتسوانا (ولی تسوانا زبان ملی است)
- کامرون (همراه با زبان فرانسوی)
- کانادا (همراه با زبان فرانسوی)
  - انتاریو (دفاکتو، با فرانسوی محدود)
  - نوا اسکوشیا (دفاکتو، با فرانسوی و گللیک محدود)
  - نیوبرانزویک (همراه با زبان فرانسوی)
  - منیتوبا (همراه با زبان فرانسوی)
  - بریتیش کلمبیا (دفاکتو، با فرانسوی محدود)
  - جزیره پرنس ادوارد (دفاکتو، با فرانسوی محدود)
  - ساسکاچوان (دفاکتو، با فرانسوی محدود)
  - آلبرتا (دفاکتو، با فرانسوی محدود)
  - نیوفاندلند و لابرادور (دفاکتو، با فرانسوی، Innu-aimun و Inuttut محدود)
  - قلمروهای شمال غرب (قلمروهای شمال غرب)
  - یوکان (همراه با زبان فرانسوی)
  - نوناووت (همراه با اینوئیت و زبان فرانسوی)
- کوراسائو (همراه با زبان هلندی و پاپیامنتو)
- دومینیکا
- اریتره (همراه با زبان تیگرینیا و زبان عربی)
- اسواتینی (همراه با زبان سوازی)
- فیجی (همراه با زبان فیجیایی و زبان هندوستانی)[۳۳]
- گامبیا
- غنا (همراه با زبان اکانی (Akuapem Twi, Ashante Twi, Fante), زبان اوه‌ای، Dagaare, زبان داگبانی، زبان دانگمه، زبان گا، Gonja, Kasem, Nzema)
- گرنادا
- گویان
- هنگ کنگ (همراه با کانتونی و چینی ماندارین)
- هند (با ۲۲ زبان محلی)
- جمهوری ایرلند ("زبان دوم رسمی"; همراه با زبان ایرلندی)[۳۴]
- جامائیکا
- کنیا (همراه با زبان سواحلی)
- کیریباتی
- لسوتو (همراه با زبان سوتو)
- لیبریا
- مالاوی (همراه با زبان چوایی)
- مالزی (زبان رسمی دفاکتو همراه با زبان مالایی)[۳۵]
- مالت (همراه با زبان مالتی)
- جزایر مارشال (همراه با زبان مارشالی)
- موریس (همراه با زبان فرانسوی)[۳۶]
- ایالات فدرال میکرونزی
- نامیبیا (آفریکانس، آلمانی و اوشیوامبو نیز رایجند)[۳۷]
- نائورو (همراه با زبان نائورویی)
- نیوزیلند (همراه با زبان مائوری و New Zealand Sign Language)
- نیجریه (همراه با زبان هوسه، زبان ایگبو و زبان یوروبایی)
- پاکستان (همراه با زبان اردو به عنوان زبان ملی)
- پالائو (همراه با زبان پالائویی)
- پاپوآ گینه نو (همراه با زبان توک پیسین و زبان هیری موتو)
- فیلیپین (همراه با زبان فیلیپینی)
- رواندا (همراه با زبان فرانسوی و زبان رواندایی)
- سنت کیتس و نویس
- سنت لوسیا
- سنت وینسنت و گرنادین‌ها
- ساموآ (همراه با زبان ساموآیی)
- سیشل (همراه با Seychellois Creole و زبان فرانسوی)
- سیرالئون
- سنگاپور (همراه با چینی ماندارین، زبان مالایی، زبان تامیلی)[۲۴]
- سینت مارتن (همراه با زبان هلندی)
- جزایر سلیمان
- سومالی‌لند (همراه با زبان عربی و زبان سومالیایی; استقلالش مورد مناقشه است)
- آفریقای جنوبی (همراه با آفریکانس، اندبله، زبان سوتوی شمالی، زبان سوتو، زبان سوازی، زبان شنگانی، زبان تسوانا، زبان وندا، زبان خوسایی، زبان زولو)[۱]
- سودان جنوبی
- سری‌لانکا (همراه با زبان سینهالی و زبان تامیلی)
- سودان (همراه با زبان عربی)
- تانزانیا (همراه با زبان سواحلی)
- تونگا (همراه با زبان تونگایی)
- ترینیداد و توباگو
- تووالو (همراه با زبان تووالویی)
- اوگاندا (همراه با زبان سواحلی)
- بریتانیا
- وانواتو (با بیسلاما و زبان فرانسوی)[۱۹]
- زامبیا
- زیمبابوه (همراه با زبان شونا، Ndebele, زبان چوایی، Chirbawe, Kalanga, زبان‌های خویسان، Nambya, Ndau, Zimbabwean sign language, Tonga, زبان تسوانا، زبان وندا، زبان خوسایی)[۲۸]

زبان استونیایی:
- استونی

زبان اوه‌ای:
- غنا (یک زبان تحت حمایت دولت همراه با زبان اکانی (Akuapem Twi, Ashante Twi, Fante), Dagaare, زبان داگبانی، زبان دانگمه زبان گا، Gonja, Kasem, Nzema, زبان رسمی زبان انگلیسی)
- توگو (همراه با زبان فرانسوی و Kabye)

### F
زبان فیجیایی:
- فیجی (همراه با انگلیسی و هندی فیجی)[۳۳]

زبان فیلیپینی:
- فیلیپین (همراه با زبان انگلیسی)

زبان فنلاندی:
- فنلاند (همراه با Swedish)

Fon-Gbe:
- بنین (یک زبان ملی همراه با Aja-Gbe, Anii, Bariba, Biali, Boko, Dendi, Fon-Gbe, Foodo, زبان فولانی، Gen-Gbe, Lukpa, Mbelime, Nateni, Tammari, Waama, Waci-Gbe, Yobe, Yom, Xwela-Gbe, زبان یوروبایی، زبان رسمی زبان فرانسوی)

Foodo:
- بنین (یک زبان ملی همراه با Aja-Gbe, Anii, Bariba, Biali, Boko, Dendi, Fon-Gbe, زبان فولانی، Gen-Gbe, Lukpa, Mbelime, Nateni, Tammari, Waama, Waci-Gbe, Yobe, Yom, Xwela-Gbe, زبان یوروبایی، زبان رسمی زبان فرانسوی)

زبان‌های فرمزی:
- تایوان (سایر زبان‌های ملی تایوان ماندارین تایوانی، هاکین تایوانی،[۲۶] هاکا[۲۷] و Taiwan Sign Language هستند.[۲۶])

زبان فرانسوی (همچنین فهرست کشورهایی که زبان رسمی‌شان فرانسوی است را ببینید):
- بلژیک (زبان رسمی همراه با زبان هلندی و زبان آلمانی)

تنها زبان رسمی در:
- والونی (به جز Canton of Eupen و Canton of Sankt Vith که زبان آلمانی رسمی است)

یکی از زبان‌های رسمی در:
- بروکسل (همراه با زبان هلندی)

- بنین (با زبان‌های ملی پرشماری همچون: Aja-Gbe, Anii, Bariba, Biali, Boko, Dendi, Fon-Gbe, Foodo, زبان فولانی، Gen-Gbe, Lukpa, Mbelime, Nateni, Tammari, Waama, Waci-Gbe, Yobe, Yom, Xwela-Gbe, زبان یوروبایی)
- بورکینافاسو (با زبان‌های ملی پرشماری همچون Dioula, زبان فولانی، Mossi)
- بوروندی (همراه با زبان روندی)
- کامرون (همراه با زبان انگلیسی)
- کانادا (همراه با زبان انگلیسی)
  - استان کبک (با انگلیسی محدود)
  - نیوبرانزویک (همراه با زبان انگلیسی)
  - منیتوبا (همراه با زبان انگلیسی)
  - قلمروهای شمال غرب (قلمروهای شمال غرب)
  - یوکان (همراه با زبان انگلیسی)
  - نوناووت (همراه با اینوئیت & زبان انگلیسی)
- جمهوری آفریقای مرکزی (همراه با زبان سانگو)[۳۸]
- چاد (همراه با زبان عربی)
- اتحاد قمر (همراه با زبان عربی و زبان قمری)
- ساحل عاج
- جمهوری دموکراتیک کنگو
- جیبوتی (همراه با زبان عربی)
- گینه استوایی (همراه با زبان اسپانیایی و زبان پرتغالی)
- فرانسه
  - گویان فرانسه
  - پلی‌نزی فرانسه
  - French Loyalty Islands
  - سرزمین‌های جنوبی و جنوبگانی فرانسه
  - ایل-اپارس
  - گوادلوپ
  - مارتینیک
  - مایوت
  - کالدونیای جدید
  - رئونیون
  - سن بارتلمی
  - سن مارتن فرانسه
  - سن-پیر و میکلون
  - والیس و فوتونا
  - (سرزمین ادلی)
  - (جزیره کلیپرتون)
- گابن
- Guernesey (همراه با زبان انگلیسی)
- گینه (با زبان‌های ملی پرشماری همچون: زبان فولانی، Kissi, Kpelle, Malinke, Susu, Toma, Oniyan, Wamey)
- هائیتی (همراه با زبان کریول آییسینی)[۳۹]
- ایتالیا
  - واله دائوستا (همراه با زبان ایتالیایی)
- جرزی (همراه با زبان انگلیسی)
- لوکزامبورگ (همراه با زبان آلمانی و زبان لوکزامبورگی)
- ماداگاسکار (همراه با زبان مالاگاسی)
- مالی (با زبان‌های ملی پرشماری همچون: زبان بامبارایی، Bomu, Bozo, Dogon, زبان فولانی، Mamara, Songhay, Soninke, Syenara, Tamasheq)
- موریس (همراه با زبان انگلیسی)[۳۶]
- موناکو
- نیجر (همراه با زبان عربی، Buduma, زبان فولانی، Gourmanché, زبان هوسه، زبان کنوری، Songhay-Zarma, Tamasheq, Tasawaq, Tebu)[۸]
- رواندا (با انگلیسی و کینیارواندا)
- سنگال (با زبان‌های ملی پرشماری همچون: Balanta, Bassari, Bedik, زبان فولانی، عربی حسانی، Jola, زبان مندیکا، Mandjak, Mankanya, Noon, Safen, زبان سرر، Soninke, زبان ولوف)
- سیشل (همراه با Seychellois Creole و زبان انگلیسی)
- سوئیس (زبان ملی و رسمی همراه با زبان آلمانی، زبان ایتالیایی و زبان رومانش)[۴۰]

زبان رسمی در:
- کانتون ژنو
- کانتون وو
- کانتون ژورا
- کانتون نوشاتل
- کانتون فریبورگ (همراه با زبان آلمانی)
- کانتون برن (همراه با زبان آلمانی)
- کانتون وله (همراه با زبان آلمانی)

- توگو (همراه با زبان اوه‌ای و Kabye)
- وانواتو (همراه با زبان بیسلاما و زبان انگلیسی)[۱۹]

زبان فولانی:
- بنین (یک زبان ملی همراه با Aja-Gbe, Anii, Bariba, Biali, Boko, Dendi, Fon-Gbe, Foodo, Gen-Gbe, Lukpa, Mbelime, Nateni, Tammari, Waama, Waci-Gbe, Yobe, Yom, Xwela-Gbe, زبان یوروبایی، زبان رسمی زبان فرانسوی)
- بورکینافاسو (یک زبان ملی همراه با Dioula, Mossi و سایر زبان‌ها، زبان رسمی زبان فرانسوی)
- گینه (یک زبان ملی همراه با Kissi, Kpelle, Malinke, Susu, Toma, Oniyan, Wamey, زبان رسمی زبان فرانسوی)
- مالی (یک زبان ملی همراه با زبان بامبارایی، Bomu, Bozo, Dogon, Mamara, Songhay, Soninke, Syenara, Tamasheq, زبان رسمی زبان فرانسوی)
- موریتانی (یک زبان ملی همراه با Soninke, زبان ولوف، زبان رسمی زبان عربی)
- نیجر (همراه با زبان فرانسوی، زبان عربی، Buduma, Gourmanché, زبان هوسه، زبان کنوری، Songhay-Zarma, Tamasheq, Tasawaq, Tebu)[۸]
- سنگال (یک زبان ملی همراه با Balanta, Bassari, Bedik, عربی حسانی، Jola, زبان مندیکا، Mandjak, Mankanya, Noon, Safen, زبان سرر، Soninke, زبان ولوف، زبان رسمی زبان فرانسوی)

### G
زبان گا:
- غنا (یک زبان تحت حمایت دولت همراه با زبان اکانی (Akuapem Twi, Ashante Twi, Fante), زبان اوه‌ای، Dagaare, زبان داگبانی، زبان دانگمه، Gonja, Kasem, Nzema, زبان رسمی زبان انگلیسی)

گیلیک اسکاتلندی:
- اسکاتلند (همراه با زبان انگلیسی)

Gbe:
- see Aja-Gbe, Ewe-Gbe, Fon-Gbe, Gen-Gbe, Waci-Gbe, Xwela-Gbe

Gen-Gbe:
- بنین (یک زبان ملی همراه با Aja-Gbe, Anii, Bariba, Biali, Boko, Dendi, Fon-Gbe, Foodo, زبان فولانی، Lukpa, Mbelime, Nateni, Tammari, Waama, Waci-Gbe, Yobe, Yom, Xwela-Gbe, زبان یوروبایی، زبان رسمی زبان فرانسوی)

زبان گرجی:
- گرجستان[۴۱]
- اوستیای جنوبی (همراه با زبان آسی و زبان روسی; استقلالش مورد مناقشه است)[۴۲]
- آبخاز (همراه با زبان گرجی طبق قانون اساسی گرجستان; استقلالش مورد مناقشه است)[۴۱]

زبان آلمانی:
- اتریش (همراه با زبان مجاری، Burgenland Croatian و زبان اسلونیایی)
- بلژیک (زبان رسمی همراه با زبان هلندی و زبان فرانسوی)

تنها زبان رسمی در:
- Canton of Eupen
- Canton of Sankt Vith

- برزیل
  - Antônio Carlos
  - Santa Maria do Herval
  - Domingos Martins
  - Laranja da Terra
  - Pancas
  - Santa Maria de Jetibá
  - Vila Pavão
  - Pomerode
  - Canguçu
- آلمان
- لیختن‌اشتاین
- لوکزامبورگ (همراه با زبان فرانسوی و زبان لوکزامبورگی)
- ایتالیا (در تیرول جنوبی)
- نامیبیا (همراه با آفریکانس و زبان انگلیسی)
- سوئیس (زبان ملی و رسمی همراه با زبان فرانسوی، زبان ایتالیایی و زبان رومانش)[۴۰]

زبان رسمی در ۲۱ کانتون:
- ۱۷ تا از کانتون‌های سوئیس (تک‌زبانه زبان آلمانی)
- کانتون گراوبوندن (همراه با زبان ایتالیایی و زبان رومانش)
- کانتون برن (همراه با زبان فرانسوی)
- کانتون فریبورگ (همراه با زبان فرانسوی)
- کانتون وله (همراه با زبان فرانسوی)

Gonja:
- غنا (یک زبان تحت حمایت دولت همراه با زبان اکانی (Akuapem Twi, Ashante Twi, Fante), زبان اوه‌ای، Dagaare, زبان داگبانی، زبان دانگمه، زبان گا، Kasem, Nzema, زبان رسمی زبان انگلیسی)

Gourmanché
- نیجر (همراه با زبان فرانسوی، زبان عربی، Buduma, زبان فولانی، زبان هوسه، زبان کنوری، Songhay-Zarma, Tamasheq, Tasawaq, Tebu)[۸]

زبان یونانی:
- یونان
- قبرس (همراه با زبان ترکی استانبولی)[۴۳]
- آلبانی (در چند منطقه همراه با آلبانیایی)

زبان گوارانی:
- پاراگوئه (همراه با زبان اسپانیایی)[۴۴]
- بولیوی (همراه با زبان اسپانیایی، زبان کچوا، زبان آیمارا and 33 other languages)[۱۱]

زبان گجراتی:
- India

### H
زبان کریول آییسینی:
- هائیتی (همراه با زبان فرانسوی)[۳۹]

هاکا:
- تایوان (سایر زبان‌های ملی تایوان ماندارین تایوانی، هاکین تایوانی،[۲۶] زبان‌های فرمزی[۲۵] و Taiwan Sign Language هستند.[۲۶])

عربی حسانی:
- سنگال (یک زبان ملی همراه با Balanta, Bassari, Bedik, زبان فولانی، Jola, زبان مندیکا، Mandjak, Mankanya, Noon, Safen, زبان سرر، Soninke, زبان ولوف، زبان رسمی زبان فرانسوی)

زبان هوسه:
- نیجر (همراه با زبان فرانسوی، زبان عربی، Buduma, زبان فولانی، Gourmanché, زبان کنوری، Songhay-Zarma, Tamasheq, Tasawaq, Tebu)[۸]
- نیجریه (همراه با زبان انگلیسی، زبان ایگبو و زبان یوروبایی)[۴۵]

زبان عبری:
- اسرائیل (همراه با زبان عربی)

زبان هندی:
- هند ("زبان رسمی کشور"; همراه با انگلیسی؛ ۲۱ زبان محلی رسمی دیگر زبان آسامی، زبان بنگالی، زبان بودو، زبان دوگری، زبان گجراتی، زبان کانارا، زبان کشمیری، زبان کونکانی، زبان مایتهیلی، زبان مالایالم، زبان مانیپوری، زبان مراتی، زبان نپالی، زبان اوریه، زبان پنجابی، زبان سانسکریت، زبان سانتالی، زبان سندی، زبان تامیلی، زبان تلوگو و زبان اردو[۴۶] هستند)[۴۷]
- فیجی (همراه با انگلیسی و فیجیایی، در قانون اساسی از آن به عنوان هندوستانی یاد شده تا زبان اردو را نیز پوشش دهد)[۳۳]

زبان هیری موتو:
- پاپوآ گینه نو (همراه با و زبان توک پیسین)

زبان مجاری:
- مجارستان[۴۸]

### I
زبان ایگبو:
- نیجریه (همراه با زبان انگلیسی، زبان هوسه و زبان یوروبایی)[۴۵]

زبان ایسلندی:
- ایسلند

زبان اندونزیایی:
- اندونزی (یک گویش معیار از زبان مالایی)[۴۹]

زبان ایرلندی:
- جمهوری ایرلند ("زبان ملی"؛ با انگلیسی به عنوان "زبان دوم رسمی")[۳۴]

زبان ایتالیایی:
- ایتالیا
- کرواسی
  - شهرستان ایستریا (همراه با زبان کرواتی)
- سان مارینو
- اسلوونی
  - ایستریای اسلوونی (همراه با زبان اسلونیایی)
- سوئیس (زبان ملی و رسمی همراه با زبان فرانسوی، زبان آلمانی و زبان رومانش)[۴۰]

زبان رسمی در:
- کانتون تیچینو
- کانتون گراوبوندن (همراه با زبان آلمانی و زبان رومانش)

- واتیکان (همراه با زبان لاتین)

### J
زبان ژاپنی:
- ژاپن (دفاکتو)

زبان جاوه‌ای:
- بومی جاوه؛ اندونزی

Jola:
- سنگال (یک زبان ملی همراه با Balanta, Bassari, Bedik, زبان فولانی، عربی حسانی، زبان مندیکا، Mandjak, Mankanya, Noon, Safen, زبان سرر، Soninke, زبان ولوف، زبان رسمی زبان فرانسوی)

### K
Kabye:
- توگو (همراه با زبان فرانسوی و زبان اوه‌ای)

Kalanga:
- زیمبابوه (همراه با زبان انگلیسی، زبان شونا، Ndebele, زبان چوایی، Chirbawe, زبان‌های خویسان، Nambya, Ndau, Zimbabwean sign language, Tonga, زبان تسوانا، زبان وندا، زبان خوسایی)[۲۸]

زبان کانارا:
- هند (با ۲۱ زبان محلی دیگر و زبان انگلیسی به عنوان زبان پیوندی)

زبان کنوری:
- نیجر (همراه با زبان فرانسوی، زبان عربی، Buduma, زبان فولانی، Gourmanché, زبان هوسه، Songhay-Zarma, Tamasheq, Tasawaq, Tebu)[۸]

Kasem:
- غنا (یک زبان تحت حمایت دولت همراه با زبان اکانی (Akuapem Twi, Ashante Twi, Fante), زبان اوه‌ای، Dagaare, زبان داگبانی، زبان دانگمه، زبان گا، Gonja, Nzema, زبان رسمی زبان انگلیسی)

زبان قزاقی:
- قزاقستان (همراه با روسی)[۵۰]

زبان خمر:
- کامبوج[۵۱]

زبان رواندایی:
- رواندا (همراه با زبان فرانسوی و زبان انگلیسی)

زبان روندی:
- بوروندی (همراه با زبان فرانسوی)

Kissi
- گینه (یک زبان ملی همراه با زبان فولانی، Kpelle, Malinke, Susu, Toma, Oniyan, Wamey, زبان رسمی زبان فرانسوی)

زبان‌های خویسان:
- زیمبابوه (همراه با زبان انگلیسی، زبان شونا، Ndebele, زبان چوایی، Chirbawe, Kalanga, Nambya, Ndau, Zimbabwean sign language, Tonga, زبان تسوانا، زبان وندا، زبان خوسایی)[۲۸]

زبان کره‌ای:
- کره شمالی[۵۲]
- کره جنوبی[۵۲] (همراه با Korean Sign Language)

Korean Sign Language:
- کره جنوبی (همراه با زبان کره‌ای)

Kpelle:
- گینه (یک زبان ملی همراه با زبان فولانی، Kissi, Malinke, Susu, Toma, Oniyan, Wamey, زبان رسمی زبان فرانسوی)

زبان‌های کردی:
- عراق (همراه با زبان عربی)[۶]

زبان قرقیزی:
- قرقیزستان (همراه با روسی)[۵۳]

### L
زبان لائو:
- لائوس

زبان لتونیایی:
- لتونی

زبان لیتوانیایی:
- لیتوانی

Lukpa:
- بنین (یک زبان ملی همراه با Aja-Gbe, Anii, Bariba, Biali, Boko, Dendi, Fon-Gbe, Foodo, زبان فولانی، Gen-Gbe, Mbelime, Nateni, Tammari, Waama, Waci-Gbe, Yobe, Yom, Xwela-Gbe, زبان یوروبایی، زبان رسمی زبان فرانسوی)

زبان لوکزامبورگی:
- لوکزامبورگ (همراه با زبان فرانسوی و زبان آلمانی)

### M
زبان مقدونی:
- مقدونیه شمالی (همراه با زبان آلبانیایی)

زبان مالاگاسی:
- ماداگاسکار (همراه با زبان فرانسوی)

زبان مالایی:
- مالزی (همراه با زبان انگلیسی به عنوان زبان رسمی دفاکتو)
- برونئی
- سنگاپور (همراه با انگلیسی، زبان چینی و زبان تامیلی)[۲۴]
- اندونزی (یک گویش محلی معیار مالایی در اندونزی به نام زبان اندونزیایی رسمی است)[۴۹]

Malinke:
- گینه (یک زبان ملی همراه با زبان فولانی، Kissi, Kpelle, Susu, Toma, Oniyan, Wamey, زبان رسمی زبان فرانسوی)

زبان مالتی:
- مالت (همراه با انگلیسی)

Mamara:
- مالی (یک زبان ملی همراه با زبان بامبارایی، Bomu, Bozo, Dogon, زبان فولانی، Songhay, Soninke, Syenara, Tamasheq, زبان رسمی زبان فرانسوی)

Manding (زبان مندیکا، Malinke):
زبان مندیکا:
- سنگال (یک زبان ملی همراه با Balanta, Bassari, Bedik, زبان فولانی، عربی حسانی، Jola, Mandjak, Mankanya, Noon, Safen, زبان سرر، Soninke, زبان ولوف، زبان رسمی زبان فرانسوی)

Mandjak:
- سنگال (یک زبان ملی همراه با Balanta, Bassari, Bedik, زبان فولانی، عربی حسانی، Jola, زبان مندیکا، Mankanya, Noon, Safen, زبان سرر، Soninke, زبان ولوف، زبان رسمی زبان فرانسوی)

Mankanya:
- سنگال (یک زبان ملی همراه با Balanta, Bassari, Bedik, زبان فولانی، عربی حسانی، Jola, زبان مندیکا، Mandjak, Noon, Safen, زبان سرر، Soninke, زبان ولوف، زبان رسمی زبان فرانسوی)

زبان مانکس:
- جزیره من (همراه با انگلیسی)

زبان مائوری:
- نیوزیلند (همراه با انگلیسی و زبان اشاره نیوزیلند)

زبان مارشالی:
- جزایر مارشال (همراه با زبان انگلیسی)

کریول موریسی
- موریس

Mbelime:
- بنین (یک زبان ملی همراه با Aja-Gbe, Anii, Bariba, Biali, Boko, Dendi, Fon-Gbe, Foodo, زبان فولانی، Gen-Gbe, Lukpa, Nateni, Tammari, Waama, Waci-Gbe, Yobe, Yom, Xwela-Gbe, زبان یوروبایی، زبان رسمی زبان فرانسوی)

زبان مولداویایی
- مولداوی (شبیه به زبان رومانیایی، در قانون اساسی مولداوی، مولداویایی نامیده شده‌است)[۵۴]
- ترانس‌نیستریا (الفبای سیریلیک کاربرد دارد؛ با روسی و اوکراینی؛ استقلالش مورد مناقشه است)[۵۵]

زبان مغولی:
- مغولستان

زبان مونته‌نگروئی:
- مونته‌نگرو

Mossi:
- بورکینافاسو (یک زبان ملی همراه با Dioula, زبان فولانی و سایر زبان‌ها، زبان رسمی زبان فرانسوی)

### N
Nambya:
- زیمبابوه (همراه با زبان انگلیسی، زبان شونا، Ndebele, زبان چوایی، Chirbawe, Kalanga, زبان‌های خویسان، Ndau, Zimbabwean sign language, Tonga, زبان تسوانا، زبان وندا، زبان خوسایی)[۲۸]

Nateni:
- بنین (یک زبان ملی همراه با Aja-Gbe, Anii, Bariba, Biali, Boko, Dendi, Fon-Gbe, Foodo, زبان فولانی، Gen-Gbe, Lukpa, Mbelime, Tammari, Waama, Waci-Gbe, Yobe, Yom, Xwela-Gbe, زبان یوروبایی، زبان رسمی زبان فرانسوی)

زبان نائورویی
- نائورو (همراه با زبان انگلیسی)

Ndau:
- زیمبابوه (همراه با زبان انگلیسی، زبان شونا، Ndebele, زبان چوایی، Chirbawe, Kalanga, زبان‌های خویسان، Nambya, Zimbabwean sign language, Tonga, زبان تسوانا، زبان وندا، زبان خوسایی)[۲۸]

Ndebele (شمالی):
- آفریقای جنوبی (همراه با آفریکانس، انگلیسی، زبان سوتوی شمالی، زبان سوتو، زبان سوازی، زبان شنگانی، زبان تسوانا، زبان وندا، زبان خوسایی، زبان زولو)[۱]
- زیمبابوه (همراه با زبان انگلیسی، زبان شونا، زبان چوایی، Chirbawe, Kalanga, زبان‌های خویسان، Nambya, Ndau, Zimbabwean sign language, Tonga, زبان تسوانا، زبان وندا، زبان خوسایی)[۲۸]

اندبله (جنوبی):
- آفریقای جنوبی (همراه با آفریکانس، انگلیسی، زبان سوتوی شمالی، زبان سوتو، زبان سوازی، زبان شنگانی، زبان تسوانا، زبان وندا، زبان خوسایی، زبان زولو)[۱]

زبان نپالی:
- نپال

New Zealand Sign Language:
- نیوزیلند (همراه با انگلیسی و مائوری)

Noon:
- سنگال (یک زبان ملی همراه با Balanta, Bassari, Bedik, زبان فولانی، عربی حسانی، Jola, زبان مندیکا، Mandjak, Mankanya, Safen, زبان سرر، Soninke, زبان ولوف، زبان رسمی زبان فرانسوی)

زبان سوتوی شمالی:
- آفریقای جنوبی (همراه با آفریکانس، انگلیسی، اندبله، زبان سوتو، زبان سوازی، زبان شنگانی، زبان تسوانا، زبان وندا، زبان خوسایی، زبان زولو)[۱]

زبان نروژی:
- Norway (two official written forms - Bokmål and Nynorsk)

Nzema:
- غنا (یک زبان تحت حمایت دولت همراه با زبان اکانی (Akuapem Twi, Ashante Twi, Fante), زبان اوه‌ای، Dagaare, زبان داگبانی، زبان دانگمه، زبان گا، Gonja, Kasem, زبان رسمی زبان انگلیسی)

### O
Oniyan:
- گینه (یک زبان ملی همراه با زبان فولانی، Kissi, Kpelle, Malinke, Susu, Toma, Wamey, زبان رسمی زبان فرانسوی)

زبان آسی:
- اوستیای جنوبی (همراه با روسی و گرجی؛ استقلالش مورد مناقشه است)[۴۲]

### P
زبان پالائویی:
- پالائو (همراه با زبان انگلیسی)

پاپیامنتو:
- آروبا (همراه با زبان هلندی)
- کوراسائو (همراه با زبان هلندی و زبان انگلیسی)
- هلند (بونیر)

زبان پشتو:
- افغانستان (همراه با دری در افغانستان)[۳۰]

زبان فارسی:
- ایران
- افغانستان (به نام دری در افغانستان؛ همراه با زبان پشتو)[۳۰]
- تاجیکستان (به نام فارسی تاجیکی در تاجیکستان؛ همراه با زبان روسی برای «ارتباط بین‌قومی»)[۵۶]

زبان لهستانی:
- لهستان

زبان پرتغالی:
- آنگولا
- برزیل
- دماغه سبز
- تیمور شرقی (همراه با زبان تتومی)
- گینه استوایی (همراه با زبان اسپانیایی و زبان فرانسوی)
- گینه بیسائو
- ماکائو (همراه با کانتونی)
- موزامبیک
- پرتغال
- سائوتومه و پرنسیپ

زبان پنجابی:
- هند

### Q
زبان کچوا:
- بولیوی (همراه با زبان اسپانیایی، Aymara, زبان گوارانی و ۳۳ زبان دیگر)[۱۱]
- پرو (همراه با زبان اسپانیایی و آیمارا)[۱۲]

### R
زبان رومانیایی:
- رومانی
- مولداوی

زبان رومانش:
- زبان ملی در سوئیس (همراه با زبان آلمانی، زبان فرانسوی و زبان ایتالیایی)[۴۰]
  - زبان رسمی در کانتون گراوبوندن (همراه با زبان آلمانی و زبان ایتالیایی)[۵۷]

زبان روسی:
- روسیه (در برخی مناطق همراه با زبان‌های محلی)[۵۸]
- آبخاز (همراه با زبان آبخازی مطابق قانون اساسی آبخاز؛[۵۹] استقلالش مورد مناقشه است)
- بلاروس (همراه با بلاروسی)[۱۴]
- قزاقستان (همراه با قزاقی)[۵۰]
- قرقیزستان (همراه با قرقیزی)[۵۳]
- اوستیای جنوبی (همراه با اوستیابی و گرجی؛ استقلالش مورد مناقشه است)[۴۲]
- تاجیکستان («زبان ارتباط بین‌قومی»؛ همراه با فارسی تاجیکی)[۵۶]
- ترانس‌نیستریا (همراه با مولداویایی و اوکراینی؛ استقلالش مورد مناقشه است)[۵۵]

### S
Safen:
- سنگال (یک زبان ملی همراه با Balanta, Bassari, Bedik, زبان فولانی، عربی حسانی، Jola, زبان مندیکا، Mandjak, Mankanya, Noon, زبان سرر، Soninke, زبان ولوف، زبان رسمی زبان فرانسوی)

زبان ساموآیی
- ساموآ (همراه با زبان انگلیسی)

زبان سانگو
- جمهوری آفریقای مرکزی (همراه با زبان فرانسوی)[۳۸]

Sena:
- زیمبابوه به عنوان چیرباوه (همراه با زبان انگلیسی، زبان شونا، Ndebele, زبان چوایی، Kalanga, زبان‌های خویسان، Nambya, Ndau, Zimbabwean sign language, Tonga, زبان تسوانا، زبان وندا، زبان خوسایی)[۲۸]

زبان صربی:
- صربستان
- بوسنی و هرزگوین (همراه با بوسنیایی و کرواتی) (دفاکتو)[۲۰]
- کوزوو (استقلالش مورد مناقشه است؛ همراه با آلبانیایی)

زبان سرر:
- سنگال (یک زبان ملی همراه با Balanta, Bassari, Bedik, زبان فولانی، عربی حسانی، Jola, زبان مندیکا، Mandjak, Mankanya, Noon, Safen, Soninke, زبان ولوف، زبان رسمی زبان فرانسوی)

Seychellois Creole
- سیشل (همراه با زبان فرانسوی و زبان انگلیسی)

زبان شونا:
- زیمبابوه (همراه با زبان انگلیسی، Ndebele, زبان چوایی، Chirbawe, Kalanga, زبان‌های خویسان، Nambya, Ndau, Zimbabwean sign language, Tonga, زبان تسوانا، زبان وندا، زبان خوسایی)[۲۸]

زبان سینهالی:
- سری‌لانکا (همراه با زبان تامیلی، و همراه با زبان انگلیسی به عنوان زبان پیوندی)

زبان اسلواکی:
- اسلواکی
- جمهوری چک[۶۰]

زبان اسلونیایی:
- اسلوونی

زبان سومالیایی:
- جیبوتی (همراه با زبان عربی، زبان فرانسوی، زبان عفار)
- سومالی (همراه با زبان عربی)
- سومالی‌لند (همراه با عربی و انگلیسی؛ استقلالش مورد مناقشه است)

Songhay-Zarma:
- مالی (یک زبان ملی همراه با زبان بامبارایی، Bomu, Bozo, Dogon, زبان فولانی، Mamara, Soninke, Syenara, Tamasheq, زبان رسمی زبان فرانسوی)
- نیجر (همراه با زبان فرانسوی، زبان عربی، Buduma, زبان فولانی، Gourmanché, زبان هوسه، زبان کنوری، Tamasheq, Tasawaq, Tebu)[۸]

Soninke:
- مالی (یک زبان ملی همراه با زبان بامبارایی، Bomu, Bozo, Dogon, زبان فولانی، Mamara, Songhay, Syenara, Tamasheq, زبان رسمی زبان فرانسوی)
- موریتانی (یک زبان ملی همراه با زبان فولانی، زبان ولوف، زبان رسمی زبان عربی)
- سنگال (یک زبان ملی همراه با Balanta, Bassari, Bedik, زبان فولانی، عربی حسانی، Jola, زبان مندیکا، Mandjak, Mankanya, Noon, Safen, زبان سرر، زبان ولوف، زبان رسمی زبان فرانسوی)

زبان سوتو:
- لسوتو (همراه با انگلیسی)
- آفریقای جنوبی (همراه با آفریکانس، انگلیسی، اندبله، زبان سوتوی شمالی، زبان سوازی، زبان شنگانی، زبان تسوانا، زبان وندا، زبان خوسایی، زبان زولو)[۱]

زبان اسپانیایی:
- آرژانتین (دفاکتو)
- بولیوی (همراه با زبان آیمارا، زبان کچوا، زبان گوارانی، و ۳۳ زبان دیگر)[۱۱]
- شیلی
  - جزیره ایستر (همراه با زبان رپا نویی)
- کلمبیا
- کاستاریکا
- کوبا
- جمهوری دومینیکن
- اکوادور (دفاکتو)
- السالوادور
- گینه استوایی (همراه با زبان فرانسوی و زبان پرتغالی)
- گواتمالا
- هندوراس
- مکزیک (دفاکتو)
- نیکاراگوئه
- پاناما
- پاراگوئه (همراه با زبان گوارانی)[۴۴][۶۱]
- پرو (همراه با زبان آیمارا، زبان کچوا و سایر زبان‌ها)[۱۲]
- اسپانیا[۶۲] (آرانی، زبان باسکی، زبان کاتالان، و زبان گالیسی نیز در برخی مناطق یکی از زبان‌های رسمی هستند)
- ایالات متحده آمریکا (در پورتوریکو)
- اروگوئه (دفاکتو)
- ونزوئلا
- صحرای غربی (همراه با زبان عربی)

Susu:
- گینه (یک زبان ملی همراه با زبان فولانی، Kissi, Kpelle, Malinke, Toma, Oniyan, Wamey, زبان رسمی زبان فرانسوی)

زبان سواحلی:
- کنیا (همراه با انگلیسی)[۶۳]
- رواندا (همراه با انگلیسی، فرانسوی و کینیارواندا)
- تانزانیا (دفاکتو؛ همراه با انگلیسی)
- اوگاندا (از ۲۰۰۵؛ همراه با انگلیسی)

زبان سوازی:
- اسواتینی (همراه با انگلیسی)
- آفریقای جنوبی (همراه با آفریکانس، انگلیسی، اندبله، زبان سوتوی شمالی، زبان سوتو، زبان شنگانی، زبان تسوانا، زبان وندا، زبان خوسایی، زبان زولو)[۱]

زبان سوئدی:
- سوئذ
- فنلاند (همراه با زبان فنلاندی)
- جزایر الند (تک‌زبانه سوئدی) (یک استان خودمختار تحت حاکمیت فنلاند)

Syenara:
- مالی (یک زبان ملی همراه با زبان بامبارایی، Bomu, Bozo, Dogon, زبان فولانی، Mamara, Songhay, Soninke, Tamasheq, زبان رسمی زبان فرانسوی)

### T
Taiwan Sign Language:
- تایوان (سایر زبان‌های ملی تایوان ماندارین تایوانی، زبان‌های فرمزی،[۲۵] هاکا[۲۷] و هاکین تایوانی هستند.[۲۶])

هاکین تایوانی:
- تایوان (استفاده از نویسه‌های چینی سنتی و/یا pe̍h-oē-jī (حروف لاتین)؛ سایر زبان‌های ملی تایوان ماندارین تایوانی، زبان‌های فرمزی،[۲۵] هاکا[۲۷] و Taiwan Sign Language هستند.[۲۶])

فارسی تاجیکی:
- تاجیکستان (گونه‌ای از فارسی که به سیریلیک نوشته می‌شود)[۵۶]

زبان تاگالوگ:
- فیلیپینی را ببینید

زبان طوارقی:
- مالی (یک زبان ملی همراه با زبان بامبارایی، Bomu, Bozo, Dogon, زبان فولانی، Mamara, Songhay, Soninke, Syenara, زبان رسمی زبان فرانسوی)
- نیجر (همراه با زبان فرانسوی، زبان عربی، Buduma, زبان فولانی، Gourmanché, زبان هوسه، زبان کنوری، Songhay-Zarma, Tasawaq, Tebu)[۸]

زبان تامیلی:
- هند (با ۲۱ زبان دیگر و همراه با زبان انگلیسی به عنوان زبان پیوندی)
- سنگاپور (همراه با زبان انگلیسی، زبان چینی و زبان مالایی)[۲۴]
- سری‌لانکا (همراه با زبان سینهالی و همراه با زبان انگلیسی به عنوان زبان پیوندی)

Tammari:
- بنین (یک زبان ملی همراه با Aja-Gbe, Anii, Bariba, Biali, Boko, Dendi, Fon-Gbe, Foodo, زبان فولانی، Gen-Gbe, Lukpa, Mbelime, Nateni, Waama, Waci-Gbe, Yobe, Yom, Xwela-Gbe, زبان یوروبایی، زبان رسمی زبان فرانسوی)

Tasawaq:
- نیجر (همراه با زبان فرانسوی، زبان عربی، Buduma, زبان فولانی، Gourmanché, زبان هوسه، زبان کنوری، Songhay-Zarma, Tamasheq, Tebu)[۸]

Tebu:
- نیجر (همراه با زبان فرانسوی، زبان عربی، Buduma, زبان فولانی، Gourmanché, زبان هوسه، زبان کنوری، Songhay-Zarma, Tamasheq, Tasawaq)[۸]

زبان تلوگو:
- هند (با ۲۱ زبان محلی دیگر و زبان انگلیسی به عنوان زبان پیوندی)[نیازمند منبع]

زبان تتومی:
- تیمور شرقی (همراه با زبان پرتغالی)

زبان تای:
- تایلند

زبان تیگرینیا:
- اریتره (همراه با زبان عربی و زبان انگلیسی)

زبان توک پیسین:
- پاپوآ گینه نو (همراه با انگلیسی و هیری موتو)

Toma:
- گینه (یک زبان ملی همراه با زبان فولانی، Kissi, Kpelle, Malinke, Susu, Oniyan, Wamey, زبان رسمی زبان فرانسوی)

Tonga:
- زیمبابوه (همراه با زبان انگلیسی، زبان شونا، Ndebele, زبان چوایی، Chirbawe, Kalanga, زبان‌های خویسان، Nambya, Ndau, Zimbabwean sign language, زبان تسوانا، زبان وندا، زبان خوسایی)[۲۸]

زبان تونگایی
- تونگا (همراه با زبان انگلیسی)

زبان شنگانی:
- آفریقای جنوبی (همراه با آفریکانس، انگلیسی، اندبله، زبان سوتوی شمالی، زبان سوتو، زبان سوازی، زبان تسوانا، زبان وندا، زبان خوسایی، زبان زولو)[۱]

زبان تسوانا:
- بوتسوانا (همراه با انگلیسی)
- آفریقای جنوبی (همراه با آفریکانس، انگلیسی، اندبله، زبان سوتوی شمالی، زبان سوتو، زبان سوازی، زبان شنگانی، زبان وندا، زبان خوسایی، زبان زولو)[۱]
- زیمبابوه (همراه با زبان انگلیسی، زبان شونا، Ndebele, زبان چوایی، Chirbawe, Kalanga, زبان‌های خویسان، Nambya, Ndau, Zimbabwean sign language, Tonga, زبان وندا، زبان خوسایی)[۲۸]

زبان ترکی استانبولی:
- ترکیه
- قبرس (همراه با زبان یونانی)[۴۳]
- قبرس شمالی (استقلالش مورد مناقشه است)

زبان ترکمنی:
- ترکمنستان

زبان تووالویی
- تووالو (همراه با زبان انگلیسی)

### U
زبان اوکراینی:
- اوکراین
- ترانس‌نیستریا (همراه با مولداویایی و روسی؛ استقلالش مورد مناقشه است)[۵۵]

زبان اردو:
- پاکستان (همراه با انگلیسی)
- هند (همراه با ۲۱ زبان محلی دیگر و زبان انگلیسی به عنوان زبان پیوندی)
- فیجی (همراه با انگلیسی و فیجیایی، در قانون اساسی از آن به عنوان هندوستانی یاد شده تا زبان هندی را نیز پوشش دهد)

زبان ازبکی:
- ازبکستان

### V
زبان وندا:
- آفریقای جنوبی (همراه با آفریکانس، انگلیسی، اندبله، زبان سوتوی شمالی، زبان سوتو، زبان سوازی، زبان شنگانی، زبان تسوانا، زبان خوسایی، زبان زولو)[۱]
- زیمبابوه (همراه با زبان انگلیسی، زبان شونا، Ndebele, زبان چوایی، Chirbawe, Kalanga, زبان‌های خویسان، Nambya, Ndau, Zimbabwean sign language, Tonga, زبان تسوانا، زبان خوسایی)[۲۸]

زبان ویتنامی:
- ویتنام

### W
Waama:
- بنین (یک زبان ملی همراه با Aja-Gbe, Anii, Bariba, Biali, Boko, Dendi, Fon-Gbe, Foodo, زبان فولانی، Gen-Gbe, Lukpa, Mbelime, Nateni, Tammari, Waci-Gbe, Yobe, Yom, Xwela-Gbe, زبان یوروبایی، زبان رسمی زبان فرانسوی)

Waci-Gbe:
- بنین (یک زبان ملی همراه با Aja-Gbe, Anii, Bariba, Biali, Boko, Dendi, Fon-Gbe, Foodo, زبان فولانی، Gen-Gbe, Lukpa, Mbelime, Nateni, Tammari, Waama, Yobe, Yom, Xwela-Gbe, زبان یوروبایی، زبان رسمی زبان فرانسوی)

Wamey:
- گینه (یک زبان ملی همراه با زبان فولانی، Kissi, Kpelle, Malinke, Susu, Toma, Oniyan, زبان رسمی زبان فرانسوی)

زبان ولزی:
- بریتانیا (وضعیت محدود دوژور رسمی در ولز)[۶۴]

زبان ولوف:
- موریتانی (یک زبان ملی همراه با زبان فولانی، Soninke, زبان رسمی زبان عربی)
- سنگال (یک زبان ملی همراه با Balanta, Bassari, Bedik, زبان فولانی، عربی حسانی، Jola, زبان مندیکا، Mandjak, Mankanya, Noon, Safen, زبان سرر، Soninke, زبان رسمی زبان فرانسوی)

### X
زبان خوسایی:
- آفریقای جنوبی (همراه با آفریکانس، انگلیسی، اندبله، زبان سوتوی شمالی، زبان سوتو، زبان سوازی، زبان شنگانی، زبان تسوانا، زبان وندا، زبان زولو)[۱]
- زیمبابوه (همراه با زبان انگلیسی، زبان شونا، Ndebele, زبان چوایی، Chirbawe, Kalanga, زبان‌های خویسان، Nambya, Ndau, Zimbabwean sign language, Tonga, زبان تسوانا، زبان وندا)[۲۸]

Xwela-Gbe:
- بنین (یک زبان ملی همراه با Aja-Gbe, Anii, Bariba, Biali, Boko, Dendi, Fon-Gbe, Foodo, زبان فولانی، Gen-Gbe, Lukpa, Mbelime, Nateni, Tammari, Waama, Waci-Gbe, Yobe, Yom, زبان یوروبایی، زبان رسمی زبان فرانسوی)

### Y
Yobe:
- بنین (یک زبان ملی همراه با Aja-Gbe, Anii, Bariba, Biali, Boko, Dendi, Fon-Gbe, Foodo, زبان فولانی، Gen-Gbe, Lukpa, Mbelime, Nateni, Tammari, Waama, Waci-Gbe, Yom, Xwela-Gbe, زبان یوروبایی، زبان رسمی زبان فرانسوی)

Yom:
- بنین (یک زبان ملی همراه با Aja-Gbe, Anii, Bariba, Biali, Boko, Dendi, Fon-Gbe, Foodo, زبان فولانی، Gen-Gbe, Lukpa, Mbelime, Nateni, Tammari, Waama, Waci-Gbe, Yobe, Xwela-Gbe, زبان یوروبایی، زبان رسمی زبان فرانسوی)

زبان یوروبایی:
- بنین (یک زبان ملی همراه با Aja-Gbe, Anii, Bariba, Biali, Boko, Dendi, Fon-Gbe, Foodo, زبان فولانی، Gen-Gbe, Lukpa, Mbelime, Nateni, Tammari, Waama, Waci-Gbe, Yobe, Xwela-Gbe, Yom, زبان رسمی زبان فرانسوی)
- نیجریه (همراه با زبان انگلیسی، زبان هوسه و زبان ایگبو)[۴۵]

### Z
زبان اشاره زیمبابوه:
- زیمبابوه (همراه با زبان انگلیسی، زبان شونا، Ndebele, زبان چوایی، Chirbawe, Kalanga, زبان‌های خویسان، Nambya, Ndau, Tonga, زبان تسوانا، زبان وندا، زبان خوسایی)[۲۸]

زبان زولو:
- آفریقای جنوبی (همراه با آفریکانس، انگیسی، اندبله، زبان سوتوی شمالی، زبان سوتو، زبان سوازی، زبان شنگانی، زبان تسوانا، زبان وندا، زبان خوسایی)[۱]

## کشورها با زبان‌های رسمی یکسان
| زبان           | جهان | آفریقا | آمریکا | آسیا | اروپا | اقیانوسیه | کشورها                                                                           |
| -------------- | ---- | ------ | ------ | ---- | ----- | --------- | -------------------------------------------------------------------------------- |
| انگلیسی        | ۵۸   | ۲۴     | ۱۴     | ۴    | ۴     | ۱۲        | بریتانیا، نیجریه، فیلیپین، بنگلادش، هند. (فهرست کامل را ببینید)                  |
| فرانسوی        | ۲۹   | ۲۱     | ۲      | -    | ۵     | ۱         | فرانسه، کانادا، بلژیک، سوئیس، ماداگاسکار، موناکو، هائیتی. (فهرست کامل را ببینید) |
| عربی           | ۲۶   | ۱۳     | -      | ۱۳   | -     | -         | مصر، سودان، الجزایر، عراق، مراکش، عربستان سعودی. (فهرست کامل را ببینید)          |
| اسپانیایی      | ۲۰   | ۱      | ۱۸     | -    | ۱     | -         | اسپانیا، مکزیک، کلمبیا، آرژانتین، گینه استوایی. (فهرست کامل را ببینید)           |
| پرتغالی        | ۱۱   | ۶      | ۱      | ۲    | ۱     | ۱         | پرتغال، برزیل، موزامبیک، آنگولا، ماکائو، تیمور شرقی. (فهرست کامل را ببینید)      |
| آلمانی         | ۶    | -      | -      | -    | ۶     | -         | آلمان، اتریش، سوئیس، بلژیک، لوکزامبورگ، لیختن‌اشتاین                              |
| سواحلی         | ۵    | ۵      | -      | -    | -     | -         | تانزانیا، کنیا، اوگاندا، رواندا، جمهوری دموکراتیک کنگو                           |
| صربی‌کرواتی     | ۴–۵* | -      | -      | -    | ۴–۵*  | -         | صربستان، کرواسی، بوسنی و هرزگوین، مونته‌نگرو، کوزوو*                              |
| ایتالیایی      | ۴    | -      | -      | -    | ۴     | -         | ایتالیا، سوئیس، سان مارینو، واتیکان                                              |
| مالایی         | ۴    | -      | -      | ۴    | -     | -         | اندونزی (به نام اندونزیایی)، مالزی، سنگاپور، برونئی                              |
| روسی           | ۴    | -      | -      | ۲    | ۲     | -         | روسیه، قزاقستان، بلاروس، قرقیزستان                                               |
| تسوانا         | ۴    | ۴      | -      | -    | -     | -         | بوتسوانا، آفریقای جنوبی، زیمبابوه، نامیبیا                                       |
| هندوستانی      | ۳    | -      | -      | ۲    | -     | ۱         | فیجی، هند (به نام هندی)، پاکستان (به نام اردو)                                   |
| فارسی          | ۳    | -      | -      | ۳    | -     | -         | ایران، افغانستان (به نام دری)، تاجیکستان (به نام تاجیکی)                         |
| هلندی          | ۳    | -      | ۱      | -    | ۲     | -         | هلند، بلژیک، سورینام                                                             |
| آلبانیایی      | ۳    | -      | -      | -    | ۳     | -         | آلبانی، کوزوو*، مقدونیه شمالی                                                    |
| کچوا           | ۳    | -      | ۳      | -    | -     | -         | پرو، بولیوی، اکوادور                                                             |
| تامیلی         | ۳    | -      | -      | ۳    | -     | -         | سری‌لانکا، سنگاپور، هند                                                           |
| سوتو           | ۳    | ۳      | -      | -    | -     | -         | آفریقای جنوبی، لسوتو، زیمبابوه                                                   |
| چینی           | ۲–۳* | -      | -      | ۲–۳* | -     | -         | چین، سنگاپور، تایوان*                                                            |
| آیمارا         | ۲    | -      | ۲      | -    | -     | -         | پرو، بولیوی                                                                      |
| بنگالی         | ۲    | -      | -      | ۲    | -     | -         | بنگلادش، هند                                                                     |
| بربری          | ۲    | ۲      | -      | -    | -     | -         | الجزایر، مراکش                                                                   |
| یونانی         | ۲    | -      | -      | -    | ۲     | -         | یونان، قبرس                                                                      |
| گوارانی        | ۲    | -      | ۲      | -    | -     | -         | بولیوی، پاراگوئه                                                                 |
| هوسه           | ۲    | ۲      | -      | -    | -     | -         | نیجر، نیجریه                                                                     |
| کره‌ای          | ۲    | -      | -      | ۲    | -     | -         | کره شمالی، کره جنوبی                                                             |
| رومانیایی      | ۲    | -      | -      | -    | ۲     | -         | رومانی، مولداوی                                                                  |
| روندی-رواندایی | ۲    | ۲      | -      | -    | -     | -         | بوروندی (به نام روندی)، رواندا (به نام رواندایی)                                 |
| سوازی          | ۲    | ۲      | -      | -    | -     | -         | آفریقای جنوبی، اسواتینی                                                          |
| سوئدی          | ۲    | -      | -      | -    | ۲     | -         | سوئد، فنلاند                                                                     |
| ترکی استانبولی | ۲    | -      | -      | ۲    | -     | -         | ترکیه، قبرس                                                                      |

## زبان‌های رسمی محلی و اقلیت
زبان آبازی:
- قره‌چای و چرکس (state language; with Cherkess, Karachay, Nogai and Russian)[۶۵]

زبان آدیغی:
- آدیغیه (state language; with Russian)[۶۶]

زبان آغول:
- داغستان (as one of the Dagestan peoples languages; with Russian)[۶۷]

زبان آکلانی:
- ویسایا (فیلیپین) (with Filipino, English, Bikol, Cebuano, Hiligaynon, Ilocano, Kinaray-a, Surigaonon, Tagalog, and Waray)[۶۸]

زبان آلبانیایی:
- کوزوو
- مقدونیه شمالی (in some municipalities)
- مونته‌نگرو (همراه با زبان مونته‌نگروئی، زبان صربی، زبان بوسنیایی و زبان کرواتی)

زبان آلتای:
- جمهوری آلتای (state language; with Russian)[۶۹]

زبان عربی:
- فیلیپین (mainly in میندانائو)

زبان ارمنی:
- ناگورنو قره‌باغ

زبان آسامی:
- India (همراه با زبان هندی، زبان انگلیسی {as a "subsidiary official language"} و زبان‌های رسمی هند)
  - آسام

زبان آواری:
- داغستان (as one of the Dagestan peoples languages; with Russian)[۶۷]

زبان ترکی آذربایجانی:
- داغستان (as one of the Dagestan peoples languages; with Russian)[۶۷]

زبان کاراچایی-بالکاری:
- کاباردینو-بالکاریا (state language; with Kabardian and Russian)[۷۰]

زبان باشقیری:
- باشقیرستان (state language; with Russian)[۷۱]

زبان باسکی:
- سرزمین باسک (منطقه خودمختار) (with Spanish)
- نابارا (in some areas with Spanish)

زبان بنگالی:
- India (as a "subsidiary official language"} و زبان‌های رسمی هند; second most spoken Indian Language)
  - جزایر آندامان و نیکوبار
  - آسام
  - تریپورا
  - بنگال غربی

زبان بیکول مرکزی:
- لوزون و ویسایا (فیلیپین) (with Filipino, English, Aklanon, Cebuano, Hiligaynon, Ibanag, Ilocano, Ivatan, Kapampangan, Kinaray-a, Pangasinan, Sambal, Surigaonon, Tagalog, and Waray)[۶۸]

زبان بوسنیایی:
- بخشی ازصربستان
  - سنجاک region
- مونته‌نگرو (همراه با زبان مونته‌نگروئی، زبان آلبانیایی، زبان کرواتی و زبان صربی)

زبان بوریاتی:
- بوریاتیا (state language; with Russian)[۷۲]
- سرزمین زابایکالسکی
  - Agin-Buryat Okrug (authorized language)[۷۳]

کانتونی:
- China:
  - Some provinces گوانگ‌دونگ (with Mandarin)
  - هنگ کنگ (for زبان چینی، Cantonese is spoken de facto; co-official with English)
  - ماکائو (for Chinese language, Cantonese is spoken de facto; co-official with Portuguese)

زبان کاتالان:
- parts of Spain
  - جزایر بالئاری (with Spanish)
  - کاتالونیا (with Spanish)
  - بخش خودمختار والنسیا (named as گویش والنسیایی، with Spanish)
- parts of France
  - پیرنه-اورینتال
- parts of Italy
  - آلگرو

زبان سبوانو:
- لوزون و میندانائو (فیلیپین) (with Filipino, English, Aklanon, Bikol, Chavacano, Hiligaynon, Ilocano, Kinaray-a, Maguindanao, Maranao, Surigaonon, Tagalog, Tausug, Waray, and Yakan)[۶۸]

زبان چاباکانو:
- میندانائو (فیلیپین) (with Filipino, English, Cebuano, Hiligaynon, Ilocano, Maguindanao, Maranao, Surigaonon, Tagalog, Tausug, and Yakan)[۶۸]

زبان چچنی:
- چچن (state language; with Russian)[۷۴]
- داغستان (as one of the Dagestan peoples languages; with Russian)[۶۷]

زبان کاباردی:
- قره‌چای و چرکس (state language; with Abaza, Karachay, Nogai and Russian)[۶۵]

زبان چروکی:
- Cherokee Nation tribal jurisdiction area in اکلاهما، United States.[۷۵]

Chipewyan:
- قلمروهای شمال غرب (with Cree, English, French, Gwich'in, Innuinaqtun, Inuktitut, Inuvialuktun, North Slavey, South Slavey and Tłįchǫ (Dogrib))

زبان چوکچی:
- یاقوتستان (local official language; in localities with Chukchi population)[۷۶]

زبان چوواشی:
- چواشستان (state language; with Russian)[۷۷]

زبان کری:
- قلمروهای شمال غرب (with Chipewyan, English, French, Gwich'in, Innuinaqtun, Inuktitut, Inuvialuktun, North Slavey, South Slavey and Tłįchǫ (Dogrib))

زبان تاتارهای کریمه
- شبه‌جزیره کریمه (with Russian and Ukrainian)

زبان کرواتی:
- بخشی ازAustria
  - بورگن‌لاند (همراه با زبان آلمانی و زبان مجاری)*بخشی ازItaly
  - مولیزه[نیازمند منبع]
- بخشی ازصربستان
  - استان خودمختار وویوودینا (همراه با زبان مجاری، Pannonian Rusyn, زبان رومانیایی، زبان صربی و زبان اسلواکی)
- مونته‌نگرو (همراه با زبان مونته‌نگروئی، زبان آلبانیایی، زبان بوسنیایی و زبان صربی)

زبان دارگوا:
- داغستان (as one of the Dagestan peoples languages; with Russian)[۶۷]

زبان دولگانی:
- یاقوتستان (local official language; in localities with Dolgan population)[۷۶]

زبان هلندی:
- The نور-پا-دو-کاله (France) (French Flemish dialect همراه با زبان فرانسوی، زبان انگلیسی for some بخشی ازthe region)

English:
- parts of Canada:

- آلبرتا
- بریتیش کلمبیا
- منیتوبا (with French)
- نیوفاندلند و لابرادور
- نوا اسکوشیا
- انتاریو
- جزیره پرنس ادوارد
- ساسکاچوان
- نیوبرانزویک (with French)
- قلمروهای شمال غرب (with Chipewyan, Cree, French, Gwich'in, Inuinnaqtun, Inuktitut, Inuvialuktun, Slavey (North and South) and Tłįchǫ)
- نوناووت (with Inuktitut, Inuinnaqtun, and French)
- یوکان (with French)

- The United Kingdom:

- England
- Northern Ireland
- Scotland
- Wales
- جزیره من (همراه با زبان مانکس)
- Guernsey (with French)
- جرزی (with French)

- parts of the United States. See English-only movement. English is an official language in the following states and territories:
  - آلاباما
  - آلاسکا
  - آرکانزاس
  - کالیفرنیا
  - کلرادو
  - فلوریدا
  - جورجیا
  - هاوایی (همراه با زبان هاوایی)
  - ایلینوی
  - ایندیانا
  - آیووا
  - کنتاکی
  - ماساچوست
  - مینه‌سوتا
  - میسیسیپی
  - مونتانا
  - نبراسکا
  - نیوهمپشایر
  - کارولینای شمالی
  - داکوتای شمالی
  - پورتوریکو (with Spanish)
  - کارولینای جنوبی
  - داکوتای جنوبی
  - تگزاس
  - تنسی
  - جزایر ویرجین ایالات متحده آمریکا
  - یوتا
  - ویرجینیا
  - ویرجینیای غربی
  - وایومینگ

زبان ارزیا:
- موردوویا (state language; with Moksha and Russian)[۷۸]

زبان اون:
- یاقوتستان (local official language; in localities with Even population)[۷۶]

زبان اونکی:
- یاقوتستان (local official language; in localities with Evenki population)[۷۶]

زبان فاروئی:
- جزایر فارو (همراه با زبان دانمارکی)

زبان فنلاندی:
- جمهوری کارلیا (authorized language; with Karelian and Veps)[۷۹]

زبان فرانسوی:
- parts of Canada

- نیوبرانزویک (co-official with English)
- قلمروهای شمال غرب (with Chipewyan, Cree, English, Gwich'in, Inuinnaqtun, Inuktitut, Inuvialuktun, Slavey (North and South) and Tłįchǫ)
- نوناووت (with English, Inuinnaqtun, Inuktitut)
- استان کبک
- یوکان (with English)

- Guernsey (with English)
- جرزی (with English)
- پودوچری (co-official همراه با زبان تامیلی in the قلمرو اتحادیه of Puducherry. Also زبان تلوگو و زبان مالایالم are its regional official languages)
- بخشی ازItaly
  - ائوستا (co-official with Italian)
- بخشی ازUnited States همراه با لوئیزیانا

زبان فریسی غربی:
- The هلند: co-official in the province of فریسلاند (with Dutch)

زبان فریولی:
- The فریولی region of northeastern Italy

زبان گاگائوزی:
- گاگائوزیا (مولداوی) (همراه با زبان روسی)

زبان گالیسی:
- بخشی ازSpain
  - گالیسیا (with Spanish)

زبان آلمانی:
- Italy
  - تیرول جنوبی (together همراه با زبان ایتالیایی و لادین)

زبان یونانی:
- parts of south آلبانی
- parts of south Italy
  - Salento (Grecia Salentina, together همراه با زبان ایتالیایی)
  - کالابریا (Bovesia, together همراه با زبان ایتالیایی)

زبان گوارانی:
- بولیوی
- پاراگوئه
- in آرژانتین
  - استان کورینتس (co-official همراه با زبان اسپانیایی)

زبان گجراتی:
- India (with 21 other regional languages)
  - دادرا و نگر حویلی
  - دامان و دیو
  - گجرات

Gwich'in:
- قلمروهای شمال غرب (with Cree, Chipewyan, English, French, Innuinaqtun, Inuktitut, Inuvialuktun, North Slavey, South Slavey and Tłįchǫ (Dogrib))

زبان هاوایی:
- هاوایی (with English)

زبان هیلیگاینون:
- ویسایا و میندانائو (فیلیپین) (with Filipino, English, Aklanon, Bikol, Cebuano, Chavacano, Hiligaynon, Ilocano, Kinaray-a, Maguindanao, Maranao, Surigaonon, Tagalog, Tausug, Waray, and Yakan)[۶۸]

زبان هندی:
- India (with 21 other regional languages)
  - جزایر آندامان و نیکوبار
  - بیهار
  - چتیسگر
  - دهلی Territory
  - هاریانا
  - جارکند
  - مادیا پرادش
  - راجستان
  - اوتاراکند
  - اوتار پرادش

زبان مجاری:
- بخشی ازصربستان
  - استان خودمختار وویوودینا (with Croatian, Serbian, Romanian, Slovak and Ruthenian)
- بخشی ازرومانی
- بخشی ازاسلوونی
- بخشی ازکرواسی
- بخشی ازاسلواکی
- بخشی ازAustria

Ibanag:
- لوزون (فیلیپین) (with Filipino, English, Bikol, Ilocano, Ivatan, Kapampangan, Pangasinan, Sambal, and Tagalog)[۶۸]

زبان ایلوکانو:
- لوزون و میندانائو (فیلیپین) (with Filipino, English, Bikol, Cebuano, Chavacano, Hiligaynon, Ibanag, Ilocano, Ivatan, Kapampangan, Maguindanao, Maranao, Pangasinan, Sambal, Surigaonon, Tagalog, Tausug, and Yakan.)[۶۸]

زبان اینگوشی:
- اینگوشتیا (state language; with Russian)[۸۰]

Inuinnaqtun:
- قلمروهای شمال غرب (with Cree, Chipewyan, English, French, Gwich'in, Inuktitut, Inuvialuktun, North Slavey, South Slavey and Tłįchǫ (Dogrib))
- نوناووت (with English, French, and Inuktitut)

اینوکتیتوت:
- نوناووت (with English, French, and Inuinnaqtun)
- قلمروهای شمال غرب (with Cree, Chipewyan, English, French, Gwich'in, Inuinnaqtun, Inuvialuktun, North Slavey, South Slavey and Tłįchǫ (Dogrib))

Inuvialuktun:
- قلمروهای شمال غرب (with Cree, Chipewyan, English, French, Gwich'in, Innuinaqtun, Inuktitut, North Slavey, South Slavey and Tłįchǫ (Dogrib))

زبان ایرلندی:
- ایرلند شمالی (United Kingdom) (along همراه با Ulster Scots و زبان انگلیسی)

زبان ایتالیایی:
- بخشی ازکرواسی
  - شهرستان ایستریا (with Croatian)
- بخشی ازاسلوونی
  - ایزولا، کوپر (اسلوونی) و پیران (شهر) municipalities (with Slovene)

Ivatan:
- لوزون (فیلیپین) (with Filipino, English, Bikol, Ibanag, Ilocano, Kapampangan, Pangasinan, Sambal, and Tagalog)[۶۸]

زبان ژاپنی:
- بخشی ازپالائو
  - Angaur (همراه با زبان انگلیسی)

زبان کاباردی:
- کاباردینو-بالکاریا (state language; with Balkar and Russian)[۷۰]

زبان گرینلندی:
- گرینلند

زبان قالمیق:
- قالمیقستان (state language; with Russian)[۸۱]

زبان کانارا:
- India (with 21 other regional languages)

زبان کاپامپانگان:
- لوزون (فیلیپین) (with Filipino, English, Bikol, Ilocano, Ibanag, Ivatan, Pangasinan, Sambal, and Tagalog)[۶۸]

زبان کاراچایی-بالکاری:
- قره‌چای و چرکس (state language; with Abaza, Cherkess, Nogai and Russian)[۶۵]

زبان کارلیایی:
- جمهوری کارلیا (authorized language; with Finnish and Veps)[۷۹]

زبان کشمیری:
- India (with 21 other regional languages)
  - Jammu and Kashmir

زبان قزاقی:
- جمهوری آلتای (official language; in localities with Kazakh population)[۸۲]
- بخشی ازthe چین
  - ولایت خودمختار ایلی قزاق، with Chinese (Mandarin)
  - Barkol, with Chinese (Mandarin)
  - Mori, with Chinese (Mandarin)
- بخشی ازمغولستان
  - Mori, with Mongolian

زبان خاکاسی:
- خاکاسیا (state language; with Russian)[۸۳]

زبان خانتی:
- ناحیه خودگردان خانتی-مانسی (aboriginal language; with Mansi and Nenets)[۸۴]
- ناحیه خودگردان یامالو-ننتس (aboriginal language; with Nenets and Selkup)[۸۵]

Kinaray-a:
- ویسایا (فیلیپین) (with Filipino, English, Aklanon, Bikol, Cebuano, Hiligaynon, Surigaonon, Tagalog, and Waray)[۶۸]

زبان کومی:
- جمهوری کومی (state language; with Russian)[۸۶]

زبان کومی-پرمیاکی:
- سرزمین پرم
  - Komi-Permyak Okrug (official language)[۸۷]

زبان کره‌ای:
- بخشی ازthe چین with Chinese (Mandarin)
  - Changbai (Jangbaek, Changbaek)
  - ولایت خودمختار یانبیان کره‌ای (Yeonbyeon, Yŏnbyŏn)

زبان قموقی:
- داغستان (as one of the Dagestan peoples languages; with Russian)[۶۷]

زبان قرقیزی:
- بخشی ازthe چین
- ولایت خودمختار قزل‌سو قرقیز (with Chinese (Mandarin))

زبان لاکی:
- داغستان (as one of the Dagestan peoples languages; with Russian)[۶۷]

زبان لزگی:
- داغستان (as one of the Dagestan peoples languages; with Russian)[۶۷]

زبان مقدونی:*بخشی ازآلبانی
- بخشی ازصربستان

Maguindanao:
- میندانائو (فیلیپین) (with Filipino, English, Cebuano, Chavacano, Hiligaynon, Ilocano, Maranao, Surigaonon, Tagalog, Tausug, and Yakan)[۶۸]

زبان مالایالم:
- India (with 21 other regional languages)
  - کرالا
  - پودوچری
  - لاکشادویپ

زبان مانسی:
- ناحیه خودگردان خانتی-مانسی (aboriginal language; with Khanty and Nenets)[۸۴]

Maranao:
- میندانائو (فیلیپین) (with Filipino, English, Cebuano, Chavacano, Hiligaynon, Ilocano, Maguindanao, Surigaonon, Tagalog, Tausug, and Yakan)[۶۸]

زبان مراتی:
- India (with 21 other regional languages)
  - مهاراشترا
  - گوا
  - دادرا و نگر حویلی
  - دامان و دیو

زبان ماری (Hill and Meadow):
- ماری ال (state language; with Russian)[۸۸]

زبان مایایی:
- Mexico (*only recognized)
- گواتمالا (*only recognized)
- بلیز (*only recognized)
- هندوراس (*only recognized)
- السالوادور (*only recognized)

زبان موکشا:
- موردوویا (state language; with Erzya and Russian)[۷۸]

زبان مغولی:
- بخشی ازthe چین
  - مغولستان داخلی، with Chinese (Mandarin)
  - ولایت خودمختار هاایشی مغول و تبتی، with Tibetan and Chinese (Mandarin)
  - ولایت خودمختار بورتالا مغول، with Chinese (Mandarin)
  - ولایت خودگردان بایینغولین مغول، with Chinese (Mandarin)
  - Dorbod, with Chinese (Mandarin)
  - Qian Gorlos, with Chinese (Mandarin)
  - Harqin Left, with Chinese (Mandarin)
  - Fuxin, with Chinese (Mandarin)
  - Weichang, with Chinese (Mandarin)
  - Subei, with Chinese (Mandarin)
  - Henan, with Chinese (Mandarin)

زبان ناهواتل:
- Mexico (*only recognized)
- السالوادور (*only recognized)

زبان ننتسی:
- ناحیه خودگردان خانتی-مانسی (aboriginal language; with Khanty and Mansi)[۸۴]
- ناحیه خودگردان یامالو-ننتس (aboriginal language; with Khanty and Selkup)[۸۵]

زبان نپالی:
- India (with 21 other regional languages)

زبان نوقایی:
- داغستان (as one of the Dagestan peoples languages; with Russian)[۶۷]
- قره‌چای و چرکس (state language; with Abaza, Cherkess, Karachay and Russian)[۶۵]

زبان اکسیتان:
- کاتالونیا، with Catalan and Spanish)

زبان اوریه:
- India (with 21 other regional languages)
  - اودیسا

زبان آسی (Digor and Iron dialects):
- اوستیای شمالی-آلانیا (state language; with Russian)[۸۹]

زبان پانگاسینانی:
- لوزون (فیلیپین) (with Filipino, English, Bikol, Ibanag, Ilocano, Ivatan, Kapampangan, Sambal, and Tagalog)[۶۸]

زبان پرتغالی:*بخشی ازthe چین
- ماکائو (همراه با زبان چینی)

زبان پنجابی:
- Pakistan- Punjab region
- India (with 21 other regional languages)
  - منطقه پنجاب
  - دهلی

زبان رومانیایی:
- استان خودمختار وویوودینا (with Croatian, Serbian, Hungarian, Slovak and Ruthenian)

زبان روسی. Russian is fixed as a state language in the Constitutions of the republics of the Russian Federation:
- آدیغیه (state language; with Adyghe)[۶۶]
- جمهوری آلتای (state language; with Altay)[۶۹]
- باشقیرستان (state language; with Bashkir)[۷۱]
- بوریاتیا (state language; with Buryat)[۷۲]
- چچن (state language; with Chechen)[۷۴]
- چواشستان (state language; with Chuvash)[۷۷]
- داغستان (state language; with the languages of the Dagestan peoples)[۶۷]
- اینگوشتیا (state language; with Ingush)[۸۰]
- کاباردینو-بالکاریا (state language; with Balkar and Kabardian)[۷۰]
- قالمیقستان (state language; with Kalmyk)[۸۱]
- قره‌چای و چرکس (state language; with Abaza, Cherkess, Karachay and Nogai)[۶۵]
- جمهوری کارلیا (state language)[۹۰]
- خاکاسیا (state language; with Khakas)[۸۳]
- جمهوری کومی (state language; with Komi)[۸۶]
- ماری ال (state language; with Mari (Hill and Meadow))[۸۸]
- موردوویا (state language; with Erzya and Moksha)[۷۸]
- اوستیای شمالی-آلانیا (state language; with Ossetic)[۸۹]
- یاقوتستان (state language; with Sakha)[۹۱]
- تاتارستان (state language; with Tatar)[۹۲]
- تووا (state language; with Tuvan)[۹۳]
- اودمورتیا (state language; with Udmurt)[۹۴]
- Russian (همراه با زبان گاگائوزی) is an official language of گاگائوزیا (autonomous republic within مولداوی)

زبان روسینی:
- استان خودمختار وویوودینا (with Croatian, Serbian, Romanian, Hungarian, Slovak)
- اوکراین
  - Zakarapts'ka region (with Ukrainian, Hungarian)

زبان روتول:
- داغستان (as one of the Dagestan peoples languages; with Russian)[۶۷]

زبان یاقوتی:
- یاقوتستان (state language; with Russian)[۹۱]

Sambal:
- لوزون (فیلیپین) (with Filipino, English, Bikol, Ibanag, Ilocano, Ivatan, Kapampangan, Pangasinan, and Tagalog)[۶۸]

زبان‌های سامی (اورالی):
- فنلاند (in four municipalities)
- Norway (in six municipalities in two provinces)
- Sweden (in four municipalities and surrounding municipalities)

زبان سانسکریت:
- India (with 21 other regional languages)

زبان سرائیکی
- پاکستان

زبان سریکالی:
- بخشی ازthe چین (It's different from Tajiki of Tajikistan)
  - شهرستان خودمختار تاشکورگان تاجیک (with Chinese (Mandarin))

زبان سلکوپی:
- ناحیه خودگردان یامالو-ننتس (aboriginal language; with Khanty and Nenets)[۸۵]

زبان صربی:
- کرواسی-Co-official minority language in municipalities: Borovo,[۹۵] ترپینیا،[۹۵] Markušica,[۹۵] Negoslavci,[۹۵] ووکوار،[۹۶] Šodolovci,[۹۵] Erdut,[۹۶] Darda,[۹۷] Jagodnjak,[۹۵] Kneževi Vinogradi,[۹۷] Dvor,[۹۵] Gvozd,[۹۵] Biskupija,[۹۶] Ervenik,[۹۶] Kistanje,[۹۶] Gračac,[۹۶] یودبینا،[۹۶] وربوسکو،[۹۶] Donji Kukuruzari[۹۶] و Nijemci.[۹۷]

زبان سندی:
- India (with 21 other regional languages)
- پاکستان (Official language in the Province of ایالت سند along همراه با زبان اردو و زبان انگلیسی)

North and South Slavey:
- قلمروهای شمال غرب (with Cree, Chipewyan, English, French, Gwich'in, Innuinaqtun, Inuktitut, Inuvialuktun, and Tłįchǫ (Dogrib))

زبان اسلواکی:
- بخشی ازصربستان
- استان خودمختار وویوودینا (with Croatian, Serbian, Hungarian, Romanian and Ruthenian)

زبان اسلونیایی:
- بخشی ازItaly
  - فریولی ونتزیا جولیا (همراه با زبان ایتالیایی، زبان فریولی و زبان آلمانی)
- بخشی ازAustria
  - کرنتن (همراه با زبان آلمانی)

زبان اسپانیایی:
- نیومکزیکو (spoken with English)
- پورتوریکو (with English)
- فیلیپین (mainly as زبان چاباکانو in میندانائو)
- ال سنیزوو، تگزاس[۹۸]

Surigaonon:
- ویسایا و میندانائو (فیلیپین) (with Filipino, English, Aklanon, Bikol, Cebuano, Chavacano, Hiligaynon, Ilocano, Kinaray-a, Maguindanao, Maranao, Tagalog, Tausug, Waray, and Yakan)[۶۸]

زبان تبرسرانی:
- داغستان (as one of the Dagestan peoples languages; with Russian)[۶۷]

زبان تاگالوگ:
- لوزون، ویسایا، و میندانائو (فیلیپین) (with Filipino, English, Aklanon, Bikol, Cebuano, Chavacano, Hiligaynon, Ibanag, Ilocano, Ivatan, Kapampangan, Kinaray-a, Maguindanao, Maranao, Pangasinan, Sambal, Surigaonon, Tausug, Waray, and Yakan)[۶۸]

زبان تاهیتیایی:
- پلی‌نزی فرانسه (with French)

زبان تامیلی:
- India (with 21 other regional languages)
  - جزایر آندامان و نیکوبار
  - پودوچری
  - تامیل‌نادو
- سری‌لانکا
- سنگاپور

زبان تاتی قفقاز:
- داغستان (as one of the Dagestan peoples languages; with Russian)[۶۷]

زبان تاتاری:
- تاتارستان (state language; with Russian)[۹۲]

Tausug:
- میندانائو (فیلیپین) (with Filipino, English, Cebuano, Chavacano, Hiligaynon, Ilocano, Maguindanao, Surigaonon, Tagalog, Maranao, and Yakan)[۶۸]

زبان تلوگو:
- India (with 21 other regional languages)
  - آندرا پرادش
  - تلانگانا
  - پودوچری
  - جزایر آندامان و نیکوبار

تبتی معیار:
- منطقه خودمختار تبت (with Chinese (Mandarin))
- ولایت خودمختار نگاوا تبتی و کیانگ (with Chinese (Mandarin))
- ولایت خودمختار گارزئی تبتی (with Chinese (Mandarin))
- ولایت خودمختار دیگینگ تبتی (with Chinese (Mandarin))
- ولایت خودمختار ونشان ژوانگ و میائو (with Chinese (Mandarin))
- ولایت خودمختار گانان تبتی (with Chinese (Mandarin))
- ولایت خودمختار هایبی تبتی (with Chinese (Mandarin))
- ولایت خودمختار هاینان تبتی (with Chinese (Mandarin))
- ولایت خودمختار هوانگنان تبتی (with Chinese (Mandarin))
- ولایت خودمختار گولوگ تبتی (with Chinese (Mandarin))
- ولایت خودمختار یوشو تبتی (with Chinese (Mandarin))
- ولایت خودمختار هاایشی مغول و تبتی (with Mongolian and Chinese (Mandarin))
- شهرستان خودمختار میلی تبتی (with Chinese (Mandarin))
- Tianzhu (with Chinese (Mandarin))

Tłįchǫ:
- قلمروهای شمال غرب (with Cree, Chipewyan, English, French, Gwich'in, Innuinaqtun, Inuktitut, Inuvialuktun, North Slavey, and South Slavey)

Tsakhur:
- داغستان (as one of the Dagestan peoples languages; with Russian)[۶۷]

زبان تسوانا:
- آفریقای جنوبی (همراه با آفریکانس، English, اندبله، زبان سوتوی شمالی، زبان سوتو، زبان سوازی، زبان شنگانی، زبان وندا، زبان خوسایی، زبان زولو)

زبان ترکی استانبولی:
- مقدونیه شمالی in Plasnica و Centar Župa
- کوزوو in پریزرن و Mamuša
- بخشی ازبلغارستان

زبان تووایی:
- تووا (state language; with Russian)[۹۳]

زبان اودمورت:
- اودمورتیا (state language; with Russian)[۹۴]

زبان اردو:
- Pakistan (with English as co-official language)
- India (with 21 other regional languages)
  - Jammu and Kashmir
  - دهلی Territory
  - اوتار پرادش state
  - بیهار state
  - آندرا پرادش mainly in Hyderabad (former princely state of Nizam) and adjacent areas of Maharashtra and Karnataka

زبان اویغوری:
- سین‌کیانگ (with Chinese (Mandarin))

زبان وپس:
- جمهوری کارلیا (authorized language; with Finnish and Karelian)[۷۹]

زبان ویتنامی:
- گوانگشی، China (some regional status)
- بخشی ازکامبوج
- بخشی ازلائوس

زبان وینارایی:
- ویسایا (فیلیپین) (with Filipino, English, Aklanon, Cebuano, Hiligaynon, Kinaray-a, and Tagalog)[۶۸]

زبان ولزی:
- ولز (United Kingdom) (with English)

Yakan:
- میندانائو (فیلیپین) (with Filipino, English, Cebuano, Chavacano, Hiligaynon, Ilocano, Maguindanao, Maranao, Surigaonon, Tagalog, and Tausug)[۶۸]

زبان ییدیش:
- Russia (only in استان خودگردان یهودی، همراه با زبان روسی)

زبان‌های یوکاغیر:
- یاقوتستان (local official language; in localities with Yukaghir population)[۷۶]

Zhuang:
- گوانگشی (with Chinese (Mandarin))
- شهرستان خودمختار لیانشان ژوانگ و یائو (with Chinese (Mandarin))

## زبان‌های رسمی سازمان‌های فراملی
سازمان‌های گوناگون گاه به زبان اصلی اداری و ارتباطی خود زبان کاری و گاه زبان رسمی می‌گویند.